# 格拉納達車站
格拉納達車站（西班牙語：Estación de Granada）是西班牙安達盧西亞自治區格拉納達的主要火車站。車站的歷史可以追溯到1874年，但多年來設施已現代化。
2019年安特克拉－格拉納達高速鐵路通車，將科爾多瓦－馬拉加高速鐵路以支線形式延伸至格拉納達站。